# Victoria Eugenie af Battenberg
Victoria Eugenie Julia Ena af Battenberg (født 24. oktober 1887 på Balmoral Castle ved Dee i Aberdeenshire i Skotland, død 15. april 1969 i Lausanne i Schweiz) var dronning af Spanien fra 1906 til 1931. 
Hun var datter af prinsesse Beatrice af Storbritannien (1857 – 1944) og prins Henrik Moritz af Battenberg (1858 – 1896) samt datterdatter af dronning Victoria af Storbritannien (1819 – 1901).
Den 31. maj 1906 giftede prinsesse Victoria Eugenie sig med kong Alfons 13. af Spanien (1886 –  1941). Parret blev bedsteforældre til kong Juan Carlos af Spanien (født 1938) og oldeforældre til kong Felipe 6. af Spanien (født 1968).